# انتون هایسن
انتون هایسن (انگلیسی: Anton Hysén؛ زادهٔ ۱۳ دسامبر ۱۹۹۰) ورزشکار فوتبال اهل سوئد است. او برادر توبیاس هایسن است.